# Xosé Luís Barreiro Rivas
Xosé Luís Barreiro Rivas (Forcarei, província de Pontevedra, 5 de juny de 1949) és un polític i politòleg gallec.

## Biografia
És llicenciat en Filosofia per la Universitat de Comillas (Madrid), i en Filosofia i Lletres, especialitat de Filosofia, per la Universitat Complutense de Madrid. També és llicenciat i doctor en Ciències Polítiques i Sociologia per la Universitat Complutense de Madrid.

## Carrera política
Fitxat com a politòleg per Alianza Popular de Galícia (1977), i després de complir un paper molt destacat en la convocatòria i desenvolupament dels Pactes de l'Hostal (Santiago, 1979) que van establir la redacció definitiva del vigent Estatut d'Autonomia de Galícia, va ser designat director de campanya d'AP en les primeres eleccions al Parlament de Galícia de 1981, en les quals ell mateix encapçalava la llista de Pontevedra (amb Mariano Rajoy en el número tres), i en les quals -entorn de l'eslògan "Galego coma ti"- va obtenir la primera i històrica victòria electoral d'Aliança Popular arreu del territori espanyol.
Va ser diputat per Aliança Popular al Parlament de Galícia (1981-1987), també va ser portaveu del grup parlamentari d'AP, i conseller de la Presidència (1982-1986). Va ser l'home fort del govern gallec durant la presidència de Xerardo Fernández Albor, sent el principal responsable de la posada en funcionament de la RTVG en 1985, i del seu caràcter monolingüe. També se li deu l'elecció, condicionament i construcció de nous edificis en el Complex Administratiu de San Caetano, que va convertir en seu de la Presidència i de les Conselleries de la Xunta de Galícia (1985).
El 30 d'octubre de 1986 va dimitir de tots els seus càrrecs al govern Albor. En 1987 va deixar Aliança Popular i després de fundar un partit de curta vida, la Unión Demócrata Galega, es va afiliar a Coalició Gallega, partit en el qual va arribar a ocupar la Secretaria General (1987-1990). Va donar suport a la moció de censura interposada pel socialista Fernando González Laxe contra el president de la Xunta, el popular Xerardo Fernández Albor, amb qui havia estat Vicepresident, i va passar a ser-ho amb González Laxe.
Després d'una denúncia impulsada pels seus excompanys d'AP per evitar la moció de censura a Fernández Albor, l'Audiència Territorial de la Corunya el va processar en 1988 pels delictes de prevaricació i suborn, en relació amb l'anomenat sumari del joc, considerant que existien indicis que Barreiro podria haver-hi comès aquests delictes en haver concedit una loteria instantània a una empresa privada, la Societat General de Jocs de Galícia, quan encara no havia estat constituïda. Encara que el Tribunal Superior de Galícia el va absoldre, la Sala Segona del Tribunal Suprem el va condemnar al setembre de 1990 a 6 anys i un dia d'inhabilitació especial per a càrrecs públics no electes (art. 36 del Codi Penal), com a autor d'un delicte de prevaricació, per les "molt greus irregularitats" comeses en la concessió del joc de butlletes.
Forçat a dimitir com a Vicepresident en 1988 a causa del seu processament, va fracassar electoralment en les eleccions al Parlament de Galícia de 1989, en les quals no va obtenir escó. En 1990 va dimitir de tots els seus càrrecs en Coalició Gallega i va ingressar com a docent a la Universitat de Vigo, en la qual va romandre cinc anys, abans de concursar a una plaça (1996) a la Universitat de Santiago de Compostel·la. També escriu articles a La Voz de Galicia.

## Obra

### Assaig
- Ciencia política e ética do poder, 1991, Ir Indo.
- O crego de Lebozán, (1992), relato breve.
- A terra quere pobo, 2005, Galaxia.
- As inxurias da guerra: o que Bush non sabía pero eu si, 2006.
- Parlamento en el desierto, 1993, La Voz de Galicia.
- La función política de los caminos de peregrinación en la Europa medieval, 1997.
- El análisis político en la prensa diaria, 1998.
- Menos muros y más puentes: la ingeniería y la construcción del espacio civilizado, 2007.
- The construction of political space: symbolic and cosmological elements: a study of the Way of St. James, 1999.

### Llibres de converses
- Vontade de nación, converses amb Anxo Quintana, 2008, Difusora.

### Obres col·lectives
- Os partidos políticos en Galicia, 2003
- Prestige: a catástrofe que despertou a Galiza?, 2003.
- A lección do "Prestige", 2004.
- Á beira de Beiras. Homenaxe nacional, 2011, Galaxia.